# Aguateca
Aguateca è un sito archeologico della civiltà Maya situato nel bacino di Petexbatun, nel Guatemala occidentale. Il primo insediamento nella zona di Aguateca risale al periodo tardo pre-classico (300 a.C. - 350 d.C.), e la città venne saccheggiata e abbandonata all'inizio del IX secolo. Il sito è circondato da una laguna, accessibile tramite l'uso di una barca. Le rovine di Aguateca vengono considerate come le meglio conservate in Guatemala.
Aguateca e la vicina Dos Pilas erano le capitali di una dinastia potente, discendente da quella dei governatori di Tikal. Aguateca è situato sulla cima di una collinetta di calcare alta 90 metri, protetto da un sistema di difesa e da mura. Nel 700 Aguateca diventò una città molto popolata. Durante il periodo del regno di Tan Te' K'inich, la città venne invasa e data alle fiamme. Il sito venne abbandonato completamente intorno all'830; un tempio incompleto alto 6 metri rimase a testimoniare l'abbandono improvviso della città.